# Cephalopholis aurantia
Cephalopholis aurantia är en fiskart som först beskrevs av Achille Valenciennes 1828.  Cephalopholis aurantia ingår i släktet Cephalopholis och familjen havsabborrfiskar. IUCN kategoriserar arten globalt som otillräckligt studerad. Inga underarter finns listade i Catalogue of Life.